# Ministerium für Justiz und Gesundheit des Landes Schleswig-Holstein

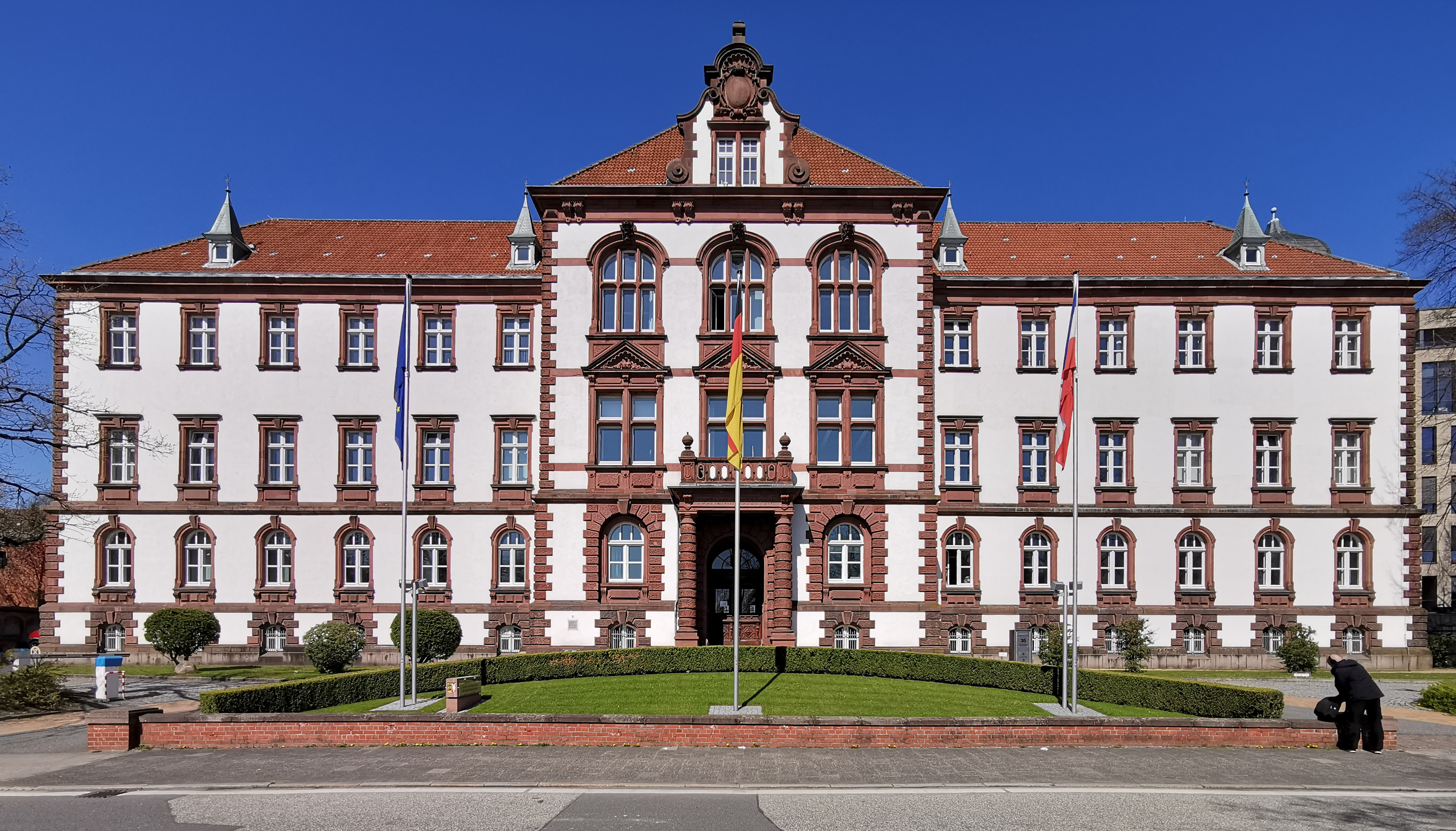
Sitz des Ministeriums am Lorentzendamm

Das Ministerium für Justiz und Gesundheit des Landes Schleswig-Holstein (kurz MJG SH) ist eines von acht Ministerien der schleswig-holsteinischen Landesregierung.
Das Ministerium hat seinen Sitz am Lorentzendamm 35 in Kiel. Amtsleiter im Kabinett Günther II ist seit dem 29. Juni 2022 Ministerin Kerstin von der Decken (CDU). Ihr stehen Otto Carstens und Olaf Tauras als Staatssekretäre zur Seite.

## Organisation und Aufgaben
Das Ministerium ist entsprechend seiner Aufgabenbereiche in diverse Abteilungen gegliedert:
- Abteilung für Allgemeine Angelegenheiten
- Abteilung für Justizvollzug, Ambulante Soziale Dienste der Justiz, Freie Straffälligenhilfe
- Abteilung für Rechts- und justizpolitische Angelegenheiten, Gerichte und Staatsanwaltschaften, Gnadenwesen
- Abteilung für Gesundheitsversorgung
- Abteilung für Gesundheitsvorsorge

Dem Ministerium obliegt die Aufsicht über die Staatsanwaltschaft beim Schleswig-Holsteinischen Oberlandesgericht, die Justizvollzugsanstalten Kiel, Lübeck, Itzehoe und Neumünster, die Jugendanstalt Schleswig und die Jugendarrestanstalt Moltsfelde.